# У твоего порога
«У твоего порога» — советский чёрно-белый художественный фильм 1962 года, поставленный режиссёром Василием Ордынским.
Сюжет фильма основан на реальных событиях Великой Отечественной войны. В Лобне, на месте героической обороны зенитчиков, установлен памятник зенитному орудию.

## Сюжет
Фильм повествует об эпизодах обороны Москвы осенью 1941 года. Зенитные батареи противовоздушной обороны в оперативном порядке были переброшены в район Лобни, дабы предотвратить прорыв немецких танков. Один из орудийных расчётов занял позицию на развилке, возле домика, в котором живёт женщина с тремя детьми.

## В ролях
| Актёр               | Роль                                             |
| ------------------- | ------------------------------------------------ |
| Надежда Федосова    | мать                                             |
| Пётр Любешкин       | отец                                             |
| Лилия Дзюба         | Лиза                                             |
| Борис Юрченко       | Михаил Васильевич Прохоренко                     |
| Юрий Горобец        | Перекалин                                        |
| Николай Граббе      | шофёр Михаил Васильевич                          |
| Роман Хомятов       | Берсеньев                                        |
| Виктор Филиппов     | Евсей Васюта                                     |
| Инна Выходцева      | «До свидания, миленький, поправляйся!» медсестра |
| Юрий Смирнов        | сибирский паренёк                                |
| Валерий Погорельцев | Леонид Чернышёв                                  |
| Станислав Соколов   | лейтенант                                        |
| Эрвин Кнаусмюллер   | ополченец                                        |
| Георгий Мартынюк    | раненый в поезде (дебют в кино)                  |
| Василий Ордынский   | эпизодическая роль офицера                       |

## Съёмочная группа
- Сценарист: Семён Нагорный
- Режиссёр: Василий Ордынский
- Композитор: Вениамин Баснер
- Оператор: Игорь Слабневич
- Художники: Арнольд Вайсфельд и Борис Немечек

## Производство
В фильме снимались реальные танки PzKpfw IV, PzKpfw 38(t) и бронетранспортер SdKfz 250. Танк PzKpfw 38(t) чехословацкого производства можно увидеть в экспозиции Военно-исторического музея бронетанкового вооружения и техники в Кубинке: в 2003 году машина была восстановлена и в настоящее время является единственным в России (и одним из двух в мире) находящимся на ходу танком этой модели.

## Прокат
Премьера состоялась 27 марта 1963 года в Москве.
Фильм стал лидером проката в СССР, собрав в кинотеатрах 13,6 млн зрителей.

## Отзывы
Несмотря на сдвинутые исторические рамки реальных событий, историк Андрей Смирнов в электронном научно-историческом журнале «Родина» назвал фильм «реалистичным в деталях», высоко оценив такой художественный приём авторов киноповести, достоверно отразивших момент наивысшего отчаяния в битве за Москву. «Кажется, это не „кино“», — замечает критик, — «а снято тогда, в 41-м, скрытой камерой».

## Награды
- 1964 — приз «Golden Gate» Международного кинофестиваля в Сан-Франциско (США) за лучшую женскую роль второго плана (Надежда Федосова)[5][6].